# 45 години
„45 години“ (на английски: 45 Years) е британски драматичен филм от 2015 г. на режисьора Андрю Хей. Сценарият, написан от Хей, е базиран на разказа „In Another Country“ на Дейвид Константин. Премиерата на филма е на 6 февруари 2015 г. на кинофестивала в Берлин, където Шарлот Рамплинг и Том Кортни печелят награди Сребърна мечка.

## Награди и номинации
| Категория                                        | Номиниран(и)                | Резултат                    |
| Оскар (28 февруари 2016 г.)                      | Оскар (28 февруари 2016 г.) | Оскар (28 февруари 2016 г.) |
| ------------------------------------------------ | --------------------------- | --------------------------- |
| Най-добра женска роля                            | Шарлот Рамплинг             | номинация                   |
| Награда на БАФТА (14 февруари 2016 г.)           |                             |                             |
| Най-добър британски филм                         | Най-добър британски филм    | номинация                   |
| Европейски филмови награди (12 декември 2015 г.) |                             |                             |
| Най-добра актриса                                | Шарлот Рамплинг             | награда                     |
| Най-добър сценарий                               | Андрю Хей                   | номинация                   |
| Най-добър актьор                                 | Том Кортни                  | номинация                   |
| Сателит (21 февруари 2016 г.)                    |                             |                             |
| Най-добра актриса                                | Шарлот Рамплинг             | номинация                   |
| Емпайър (20 март 2016 г.)                        |                             |                             |
| Най-добър британски филм                         | Най-добър британски филм    | номинация                   |